# سندفورد، تاسمانی
سندفورد (به انگلیسی: Sandford) یک حومه شهر در استرالیا است که در تاسمانی واقع شده‌است.